# Абрамовка
Абрамовка (на руски: Абрамовка) е село в Облученски район на Еврейската автономна област в Русия. Влиза в състава на Известковското градско селище.

## География
Абрамовка е разположено на Транссибирската магистрала. На два километра южно от селото преминава автомобилния път Чита – Хабаровск.
Селото се намира на река Кимкан (десен приток на река Кулдур, в басейна на Бира).
Пътят към село Абрамовка преминава от автомобилния път Чита – Хабаровск през село Снарский.
Разстоянието до административния център, селището Известковий, е около 6 км (на изток по автомобилния път Чита – Хабаровск).